# Georg Margreitter
Georg Margreitter (født 7. november 1988) er en østrigsk fodboldspiller, der er midterforsvarer hos FC Nürnberg i Tyskland. Margreiter spillede i sæsonen 2013-14 i F.C. København på en lejeaftale.

## Karriere
Margreitter begyndte som professionel i den østrigske østrigske  bundesligaklub LASK Linz i 2007, hvor han debuterede den 28. juli 2007 mod Red Bull Salzburg. I sommeren 2008 blev han udlånt til den nydannede klub Magna Wiener Neustadt. Margreitter blev stamspiller på holdet, der vandt den næstbedste østrigske serie. 
Han vendte tilbage til LASK i sæsonen 2009-10, hvor han blev anfører. Sommeren 2010 skiftede han til FK Austria Wien, hvor han fik en kontrakt til 2013. Margreitter opnåede at spille UEFA Europa League med klubben.
Den 24. august 2012 skiftede Margreitter til engelske Wolverhampton Wanderers på en fireårig kontrakt for et beløb, der anslås til £500,000. Han debuterede i League One i en 2-0 udesejr over Ipswich Town.
Den 2. september 2013 blev det offentliggjort, at Margreitter var blevet lejet ud til FCK for 2013-14 sæsonen. Margreitter spillede med nr. 15 i klubben. Margreiter opnåede i alt 19 kampe for FCK i sæsonen (14 Superliga, 3 pokal og 1 Champions League), men parterne kunne ikke blive enige om vilkårene for en permanent aftale. 